# Crucilândia

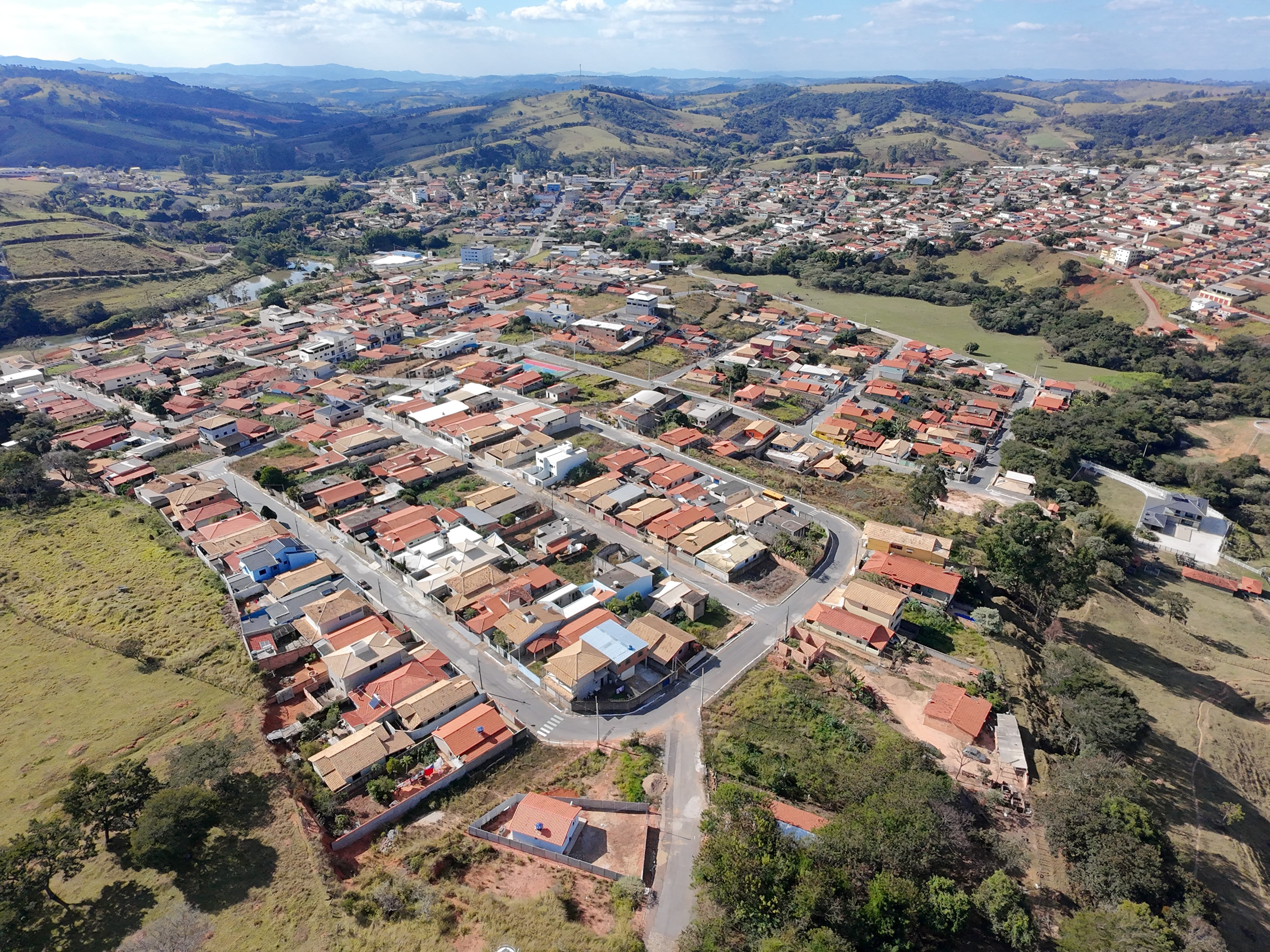
Vista aérea de Crucilândia

Crucilândia é um município brasileiro do estado de Minas Gerais, pertencente à Mesorregião Metropolitana de Belo Horizonte e à Microrregião do Médio Centro-Oeste. Localiza-se a cerca de 97 km da capital mineira e possui uma área de 167,58 km². Segundo o censo de 2022, sua população é de 5.434 habitantes.
Situada em uma região de relevo ondulado, Crucilândia está a uma altitude média de 908 metros e é cortada por diversos cursos d’água da sub-bacia do Rio Paraopeba. O município apresenta clima tropical de altitude, com verões chuvosos e invernos secos.
Emancipada politicamente em 1948, a cidade teve sua origem ligada às excursões dos bandeirantes e passou por diversas denominações ao longo do tempo até adotar, em 1943, o nome atual. Com forte identidade rural e religiosa, Crucilândia preserva suas tradições culturais e se destaca por suas paisagens naturais, festas populares e atividades agropecuárias.

## Topônimo
O nome Crucilândia é um topônimo híbrido, composto pelo termo latino cruci (cruz) e pelo sufixo germânico lândia (terra), significando “terra da cruz”. A denominação remete diretamente à antiga designação da localidade, Santa Cruz das Águas Claras, referência à cruz erguida por seus primeiros habitantes portugueses às margens do Ribeirão de Águas Claras.
Ao longo do tempo, o local recebeu diversos nomes. Entre os mais antigos estão Campo das Flores, atribuído ao início da formação do povoado no século XIX, e Gambá, apelido popular de origem pejorativa, relacionado ao comportamento dos primeiros moradores. Em 1880, ao ser elevado a Distrito de Paz, passou a chamar-se oficialmente Santa Cruz das Águas Claras, pertencente ao município de Bonfim. Posteriormente, recebeu os nomes Santa Cruz de Dom Silvério (1910), Dom Silvério (1923) e Dom Silvério do Bonfim (1938), este último para diferenciar-se de outro município homônimo em Minas Gerais.
A adoção do nome atual, Crucilândia, ocorreu por meio do Decreto-Lei nº 1.058, de 31 de dezembro de 1943. Entre outras sugestões consideradas na época estavam “Campina Verde” e “Entrocamento”, mas prevaleceu “Crucilândia” por sua forte ligação com a história e a simbologia local.

## História
A origem de Crucilândia remonta ao período das bandeiras exploratórias no interior de Minas Gerais. Uma das versões mais conhecidas associa sua fundação à passagem da bandeira de Fernão Dias Paes Leme, por volta de 1674, que teria percorrido a região em direção ao Sumidouro. Dois integrantes dessa expedição, portugueses oriundos de Alcobaça, teriam se fixado às margens de um Ribeirão de Águas Claras, também conhecido como Rio Manso, onde ergueram uma cruz, originando o arraial de Santa Cruz das Águas Claras.
Outra versão, semelhante, aponta que no início do século XIX, dois homens, também ligados a uma bandeira que se dirigia aos sertões de Goiás, decidiram permanecer na região, atraídos pela paisagem, pela qualidade das águas e pela presença de ouro no leito do ribeirão. À época, o pequeno povoado era formado por poucas casas e teve como marco religioso a construção da primeira capela em 1860, erguida pelo fazendeiro Manoel Caetano Pereira. A localidade atraiu fazendeiros, tropeiros e comerciantes, muitos dos quais deixaram descendência no município.
A emancipação político-administrativa foi oficializada pela Lei Estadual nº 336, de 27 de dezembro de 1948, com a instalação do novo município ocorrendo em 1º de janeiro de 1949. O primeiro prefeito, inicialmente nomeado pelo Estado, foi o Sr. Moacir Flores. Ainda em 1949, foi realizada a primeira eleição municipal, elegendo Ronan Gumercindo de Souza como o primeiro prefeito escolhido pelo voto popular.

## História recente
A partir dos anos 2000, Crucilândia passou por melhorias significativas em sua infraestrutura, com investimentos no sistema viário, tanto em áreas urbanas quanto rurais, além da expansão dos serviços de saúde e educação. O município também valorizou seu patrimônio histórico e religioso, apoiando eventos e restaurando espaços de relevância simbólica.
O turismo local ganhou destaque com o incentivo às atratividades naturais, como cachoeiras, trilhas e paisagens rurais. Entre as iniciativas mais marcantes estão as feiras de produtores, realizadas aos domingos em frente à Escola Municipal Darcy Ribeiro, que fomentam a economia familiar. A Festa do Peão Boiadeiro, o Encontro de Carros de Bois e as cavalgadas consolidaram-se como eventos tradicionais, atraindo visitantes de toda a região.
No campo da cultura popular, foram mantidas e fortalecidas manifestações como a Folia de Reis, as festas juninas e o Dia da Santa Cruz. Essas celebrações reforçam os laços comunitários e preservam a identidade rural e religiosa de Crucilândia, refletindo o equilíbrio entre modernização e respeito às tradições.

## Geografia
Localizada na Mesorregião Metropolitana de Belo Horizonte e integra a Microrregião do Médio Centro-Oeste de Minas Gerais. O município ocupa uma área de 167,58 km² e faz divisa com os municípios de Bonfim, Itaguara, Piracema, Rio Manso e Piedade dos Gerais. A sede municipal encontra-se a uma altitude média de 908 metros, com variações que vão de 873 metros.
O relevo predominante é ondulado, com colinas de vertentes côncavas e convexas e vales estreitos, resultado da dissecação fluvial sobre rochas graníticas e gnáissicas. A rede hidrográfica é densa e pertence à sub-bacia do Rio Paraopeba, destacando-se o Ribeirão das Águas Claras — também conhecido como Rio Manso —, que nasce na divisa com Piracema e abastece o Sistema Serra Azul da região metropolitana.
O município está posicionado na latitude 20°23'35" sul e longitude 44°20'13" oeste, conforme o marco situado na Igreja Matriz. Crucilândia encontra-se a 97 km de Belo Horizonte e a distâncias médias de cidades como São Paulo (510 km), Rio de Janeiro (540 km) e Brasília (845 km). As principais rodovias de acesso à capital são a MG-040 e a BR-381. Os aeroportos mais próximos são os de Pampulha (104 km) e Confins (153 km), e os portos marítimos mais acessíveis incluem o Rio de Janeiro e Angra dos Reis.

## Clima
O clima de Crucilândia é classificado como tropical de altitude (Cwa) segundo a classificação de Köppen, caracterizado por verões quentes e chuvosos e invernos secos e amenos. A temperatura média anual é de 21,8 °C, com médias máximas de 28,7 °C e mínimas de 15,8 °C. Fevereiro é o mês mais quente, com média de 23,2 °C, enquanto julho é o mais frio, com média de 18,2 °C.
O índice pluviométrico médio anual é de aproximadamente 1.272 mm. A maior parte das chuvas concentra-se entre os meses de outubro e março, que respondem por cerca de 86% da precipitação total. Entre abril e setembro, o clima torna-se mais seco, com apenas 14% do volume anual de chuvas registrado nesse período.

## Religião

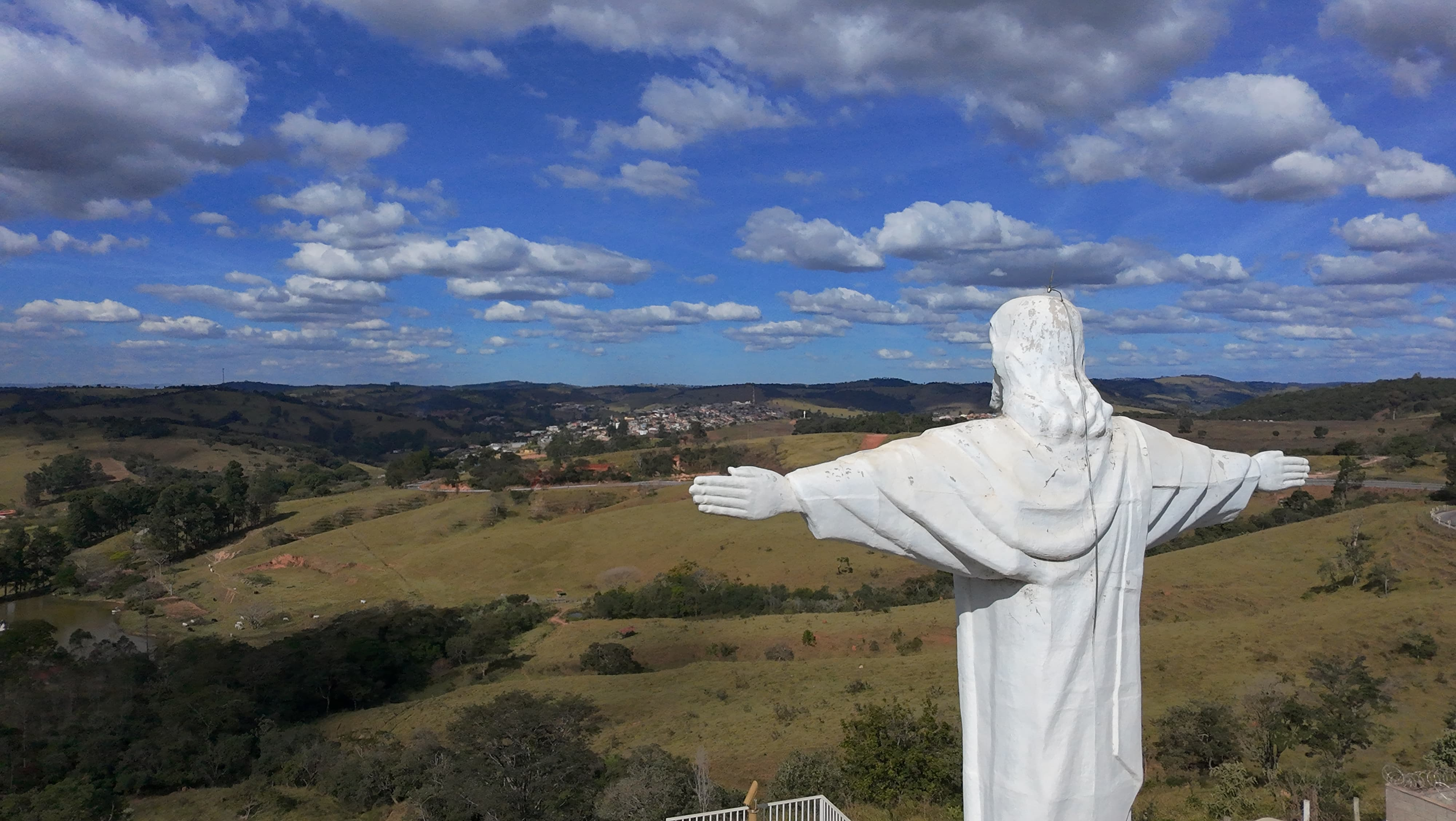
Vista aérea do Cristo do Mirante "Sinhô Coelho"

Com predominância do catolicismo, presente desde os tempos da formação do arraial original, destacam-se celebrações como o Dia de São Geraldo, comemorado em 16 de outubro, e o Encontro de Folias de Reis, tradicionalmente realizado nos meses de janeiro e outubro, reunindo grupos folclóricos de toda a região.

## Política
Após sua emancipação a administração municipal foi conduzida por um intendente nomeado pelo Estado de Minas Gerais, o Sr. Moacir Flores. No mesmo ano, foi realizada a primeira eleição municipal, que elegeu Ronan Gumercindo de Souza como o primeiro prefeito escolhido pelo voto popular, tendo como vice o farmacêutico João Bartolozzi.